# Tizenegyek antológiája
Tizenegyek antológiája – a Trianon után kényszerűen önálló útra lépett erdélyi magyar irodalomban „az erdélyi új magyar nemzedék első öntudatos generációs megmozdulása” (Jancsó Béla); 1923-ban jelent meg Kolozsváron.

## Az antológia ismertetése
Szerzői: Balázs Ferenc (bevezető programtanulmány és rövidpróza), Dobai István, Finta Zoltán, Jakab Géza, Kemény János, Maksay Albert, Mihály László (vers), Kacsó Sándor, Szent-Iványi Sándor, Tamási Áron (novella), Jancsó Béla (tanulmányok). A kötet Ács Ferenc, Dévai Margit, Jeddy Sándor, Kós Károly, Lengyel Sándor, Nagy Benő, Pap Domokos, Szakáts Lajos, Szopos Sándor és Tóth István grafikáival jelent meg; a borítót Kós Károly tervezte.
A jelentkezés irodalmi jelentőségét Láng Gusztáv abban látta, hogy „…a népi gondolat s az avantgárd modernség összekapcsolására az első példa a magyar irodalomban… Mintegy az erdélyiség népi változatának nyitánya, mely nemcsak az erdélyi irodalomban vált termékennyé és termékenyítővé, olyan mozgalmak mintaadó előzményeként, mint az Erdélyi Fiatalok vagy a Termés…, hanem a transzilvanizmus eszmei értékeit közvetítette a magyar (»összmagyar«) népiséghez” (A Tizenegyek. Kolozsvár, 2003. II. 192).
Már a megjelenést megelőzően kibocsátott – bibliás-szecessziós túlfűtöttséggel megfogalmazott – szórólapon is kifejezésre jut a csoportnak az irodalom köreit messze meghaladó életprogramja: „Mi, Erdély fiatal írói, hírül adjuk ezennel nektek, minden testvérünknek, hogy szól az idő általunk. Azért szíveteket szavunkra megnyissátok. Bátorsága erős legyen a félőnek, öröme sok a hitetlennek s jósága nagy minden embernek. Szeretetben nagyra nőjetek s a gyermekeket imádkozásra és vigasságra tanítsátok, mert szépen szólunk és szívünkből. Karjaitokat kitárjátok, mert most hozzuk nektek szemünkben a tüzet, vágyunkban a szépet, vérünkben a jövőt. Most hozzuk mozdulásunkban az erőt, lelkünkben az ígéretet, önmagunkban az életet. Minket szeressetek és szavunkat emlékezetül eltegyétek, mert a mi társunk a fény, az illat, az öröm, az áldás…” A kötet szerzőinek említett „transzilvanizmusát” is ebben a valóság fölé emelkedő stílusban fogalmazzák meg: „Erőnk és kedvünk teljességében, szeretetünk pompájában hirdetjük Erdélynek, hogy érzéssel, gondolattal, vággyal és cselekedettel eltartjuk mi az életet. Sovány erdélyi földnek terhe alá hajlunk, felvirágozzuk a fákat és megoltalmazzuk a bogarat… Szívünk vérét cseppentjük a búbánatra, hogy örvendezéssé váljék általa, vágyainkból tüzet rakunk, hogy melegedjék mellette a fázó… Bennünk van a világ öröme, miből bőséggel adunk a kesergőnek; bennünk vagyon a fény, amivel megjutalmazzuk a hozzánk jövőt. És ismételten hírül adjuk nektek, hogy mi vagyunk a tavasz, a nyíló virág, az életajándék, a jóság, a jövő…”
A szórólapon külön megszólították „a leányocskákat és a leányokat”, akiknek nagy szerepet szántak abban, hogy minél többekhez eljussanak. „Velünk a jövőbe jöjjetek, tüzünknél melegedjetek, karunk erejéért, szavunk szépségéért imádkozzatok és bennünk bízzatok… Szeressetek és minket mindenkinek hirdessetek, mert mi vagyunk az erős legények, akiken kívül nincsen élet…” És megszólították a fiatal erdélyi írókat is: „Legyetek apostolai a megújuló erdélyi magyar irodalomnak. Mi vagyunk minden magyar ember szívdobogása és vére… Könyveinknek ott kell állaniok Erdély minden magyar fiataljának asztalán. És kérünk titeket, hogy legyetek a kéz, amely széthordja az új aratás kévéit.”
A „síppal, dobbal: terjedelmes és a szélrózsa minden irányába szétröppentett, önérzetes hangú előfizetési felhívásokkal” (ahogy Tompa László jellemezte ezt a szöveget) már előre „sikerült… jókora feltűnést kelteniük”, amit a Szentimrei Jenő szerint 3200 példányban kiadott könyv sikere igazolt. A kritika részéről azonban a fogadtatás vegyes volt: Szabó Dezső lelkes szavakkal köszöntötte, különösen azért, mert tanítványait látta bennük: „…azon a barázdán, melyet a sötét magyar vizeken húztam – írta – fiatal virágos hajók jönnek utánam” (Élet és Irodalom, 1923. július); valósággal elragadtatott a Reményik Sándor hangvétele is: „A fiatalság és a tehetség ereje harsog felénk lapjairól…, nem lehet halálra ítélt faj, veszendő faj az, amelyiknek fiatalságában ennyi feszülő tettvágy, erkölcsi energia, halálosan komoly igyekvés van” (Pásztortűz, 1923/27); Tompa László ismertetésében az összbenyomás: „…a mindennél fontosabb – sőt talán egyedül fontos – tehetség felbukkanása teszi nekünk is kötelességünkké a kötettel való érdemi foglalkozást” (Székely Közélet, 1923. július 22.). A jelenséget értékelve azonban nem hiányoznak a kritikai észrevételek, a figyelmeztető kifogások sem a kortárs visszhangból: Kuncz Aladár – a Szabó Dezső-hatásra utalva – „a rosszul alkalmazott pátosz szertelenségé”-nek veszedelmére figyelmeztet (Ellenzék 1923. augusztus 5.); Reményik – szintén Szabó Dezső kapcsán – a „székely partikularizmus” túlhangsúlyozására: „Hiszem, hogy ez a különösség megtermékenyítő hatalom, megifjító ősforrás az irodalom számára, s mint ilyen, föltétlenül érték. Azonban túlbecsülni nem szabad… Egyéni és általános vonások éppoly szükségszerűen függnek össze a művészetben, mint faji partikularizmus és egyetemes magyarság”; Berde Mária szerint „a kötet egyről tesz tanúságot: hogy milyen égetően szükséges a most porondra lépő nemzedéknek a szüntelen erőfeszítés – tágítani a látókört, rávetni magát a felhajszolható kultúrkincsekre, mert végzetes egyhangúság és rövidlátás fenyegeti az erdélyi irodalmat” (Tükör, 1923. július 8.). De érdemi észrevételek hangzanak el egyes fiatalok pályára lépésével kapcsolatban is: Tompa László Tamási Áron „mesélő invenciója fogyatékosságát” teszi szóvá, azt, amit szerinte „balladává kovácsolt és túlterhelt nyelvével, kissé fellengzős szimbolizálással próbál pótolni”, ugyanő kiemeli Jancsó Béla írásaival kapcsolatban, hogy szerzőjük „fiatalságát erősen cáfolgató érett ítélettel, nagy komolysággal” tárgyalja témáit, s úgy vélekedik, hogy „benne a jövő egyik kiváló esztétáját” láthatja az olvasó; Kuncz Aladár „a rosszul alkalmazott pátosz szertelenségé”-t kifogásolja Kacsó Sándor és Szent-Iványi Sándor novelláiban; Reményik Sándor a kötet költői közül többek által kiemelt Mihály László verseiről jegyzi meg, hogy bennük „nagy erejű felszárnyalások és erőtlen földre hullás, eredetiség és banalitás vegyesen” van jelen, míg Borbély István azt rója fel sommásan a kötet gondolati lírát művelő fiatal költőinek, hogy „koravén bölcsek”, hogy „verstechnikájukban nincs semmi erő és semmi muzsika” (Keresztény Magvető, 1923/2).

## Az antológia utóélete
A könyv megjelenésének 11. évfordulóján (1933) az egykori „tizenegyek” újra az erdélyi irodalmi érdeklődés előterébe kerültek. Az évforduló küszöbén Kovács György készített interjút (Ellenzék, 1933. december 10.), az egykori csoportból öten válaszoltak arra a kérdésre, hogy tíz év után miben látják egykori fellépésük jelentőségét. 1934. február 17-én Kolozsváron, az Erdélyi Fiatalok rendezésében megtartották jubileumi felolvasóestjüket, ahol Jancsó Béla bevezetőjét követően a csoportból Szent-Iványi Sándor, Maksay Albert, Kemény János, Dobai István, Jakab Géza, Mihály László, Balázs Ferenc, Kacsó Sándor, Finta Zoltán és Tamási Áron szerepeltek (többnyire nem szépirodalommal), s László Dezső tartott záróelőadást A Tizenegyektől az Erdélyi Fiatalokig címmel. Az elhangzottakat az Ellenzék közölte 1934. február 25-i számában, Szentimrei Jenő felvezető cikkével; ő ebben megvonta a csoport mérlegét is: „Ezek a fiatalok – írta – …, egyetlenegy kivételével nem célt, csupán eszközt láttak az írásban. Eszközt, amelynek segítségével ki közelebbi, ki távolabbi céljait elérheti.” Abból a nemzedékből valók voltak, „…mely a humanista nevelés alapépítményére kénytelen volt a gyakorlati gondolkodás vasbeton falait felhúzni, ha élni és éltetni, megtartani és megtartatni akart”. Ami a csoport tagjainak azutáni pályájára jellemző, az szerinte munkásságuk összefutása „az önkéntes szolgálatvállalás csomópontjában”, a kisebbségi magyar társadalomban a faluért, a falu megbecsültetéséért végzett munkában, „a kismunka egész szívvel vállalásában”.
Később, a Vásárhelyi Találkozót előkészítő nagy tanulmányában (Cselekvő erdélyi ifjúság) Tamási Áron helyezi el a csoport jelentkezését az „egy új szellemi világ kialakítására” irányuló erdélyi törekvések sorában, s ő próbálta meg – épp a „tizenegyekre” hivatkozva – közös nevezőre hozni az egymásnak feszülő táborokat. Majd Ligeti Ernő utalt (mint az Erdélyi Fiatalok előzményére) az ifjú irodalmároknak arra a csoportjára, amelyik a főhatalomváltozás idején „még az iskolatermek padjaiban szorongott” (Súly alatt a pálma).
A második világháború után több mint negyedszázadnak kellett eltelnie, amíg a „tizenegyek” emlékének felelevenítésére is eljött az idő: Kacsó Sándor az 1969-es Utunk Évkönyvben, majd önéletrajzi visszaemlékezéseinek első kötetében az első lépéseket, a második kötetben az 1934-es jubileum megünneplése körüli „vihart” elevenítette fel, 1972-ben pedig Kántor Lajos és Láng Gusztáv utaltak a tömörülésre az 1945 utáni romániai magyar irodalomról írott közös irodalomtörténetükben, a két világháború közötti erdélyi magyar irodalom alakulását felvázoló bevezető fejezetben. Végül A romániai magyar irodalom története 1977-ben kiadott XII.-es középiskolai tankönyvébe is bekerült „a romániai magyar irodalom új útjait és feladatait kereső” fiatalok csoportja. Ezek után a többnyire utalásszerű említések után 1978-ban Gábor Dénes (Művelődés, 1978/3), nem sokkal később pedig Láng Gusztáv (a Romániai magyar irodalmi lexikon 1981-ben megjelent I. kötetében, az „antológia” szócikk keretében) foglalta össze a Tizenegyek antológiáját is. Majd Gáll Ernő tárgyalta az antológia jelentkezését Tamási Áron publicisztika-kötetének megjelenéséhez kapcsolódó nagyobb tanulmányában (Tamási Áron és az erdélyi népi irányzat. A Hét 1983/10, 11, 12), Mikó Imre elevenítette fel részletesen a csoportosulás történetét Balázs Ferenc-monográfiájában (1983), s Debreczeni László beszélt részletesen Cseke Péternek adott interjújában a tömörülésről és annak utóéletéről (Cseke Péter: Vigyázó torony. Bukarest, 1985. 10–12). Ezzel egy időben, ugyancsak 1985-ben készült el Csapody Miklós átfogó tanulmánya (Egy nemzedék fellépése) Szegeden, a Péter László tiszteletére tanítványai által összeállított (a cenzúra-tiltás miatt csak egy példányossá sikeredett) emlékkönyvben.
Végül az 1989-es fordulat után az Erdélyi Fiatalokat kutatva Cseke Péter foglalkozott több jelentős tanulmányban az antológiával és a „tizenegyek” egész csoportjával, s ugyancsak ő rendezte sajtó alá megjelenése 80. évfordulójára a kötet facsimile-kiadását, kiegészítve egy második kötettel, amelyben a Tizenegyek egész keletkezéstörténete és utóélete megelevenedik: kortárs kritikákban és irodalomtörténeti értékelésekben, vitacikkekben, levelekben és dokumentumokban (A Tizenegyek. Egy antológia elő (és utó)élete. Kolozsvár, 2003.).